# 海门基希
海门基希是德国巴伐利亚州的一个市镇。总面积21.23平方公里，总人口3673人，其中男性1840人，女性1833人（2011年12月31日），人口密度173人/平方公里。